# West Cork (distilerie)

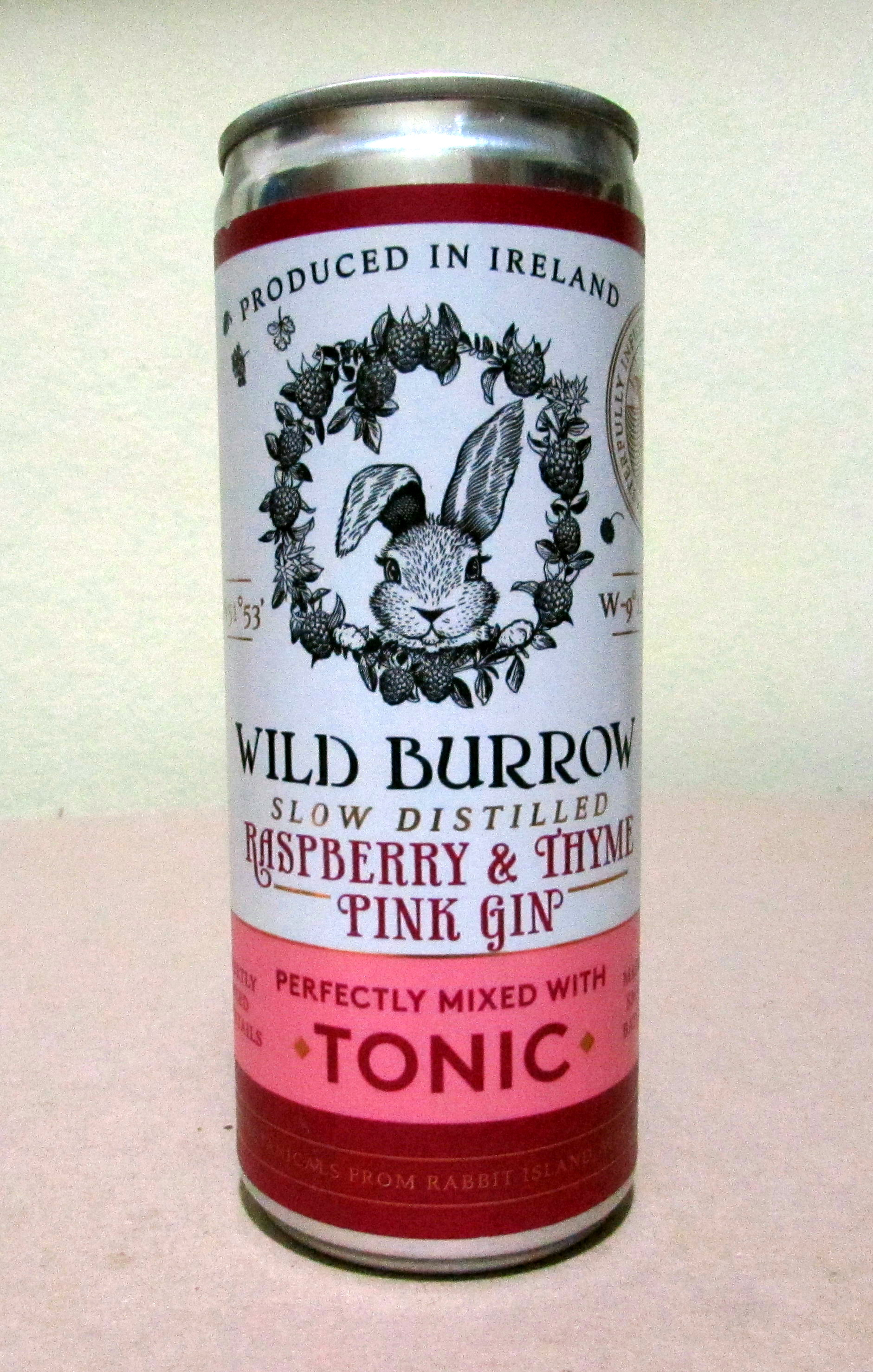
Doză de Wild Burrow Raspberry & Thyme Pink Gin (5%), fabricată de West Cork Distillers

West Cork Distillers este o distilerie⁠(d) situată în orașul Skibbereen din comitatul Cork (Irlanda). Ea produce whisky irlandez⁠(d), poteen⁠(d) (poitín), vodcă și gin și distribuie sub propria sa etichetă și comercializează mai multe sortimente de băuturi produse la comandă.

## Istoric
Distileria a fost înființată în anul 2003 în satul de pescari Union Hall⁠(d) de către John O'Connell (cercetător în industria alimentară și a băuturilor, care lucrase pentru Unilever și Kerry Group⁠(d)), împreună cu doi colegi de școală: pescarii locali Denis McCarthy și Gerard McCarthy, care lucrau pe un trauler. Cei trei au observat o nișă pe piața băuturilor alcoolice: existența unei game reduse a băuturilor spirtoase brune, formate doar din whisky, coniac sau rom cu un conținut de alcool de aproximativ 40% și din băuturi spirtoase din fructe sau îndulcite cu un conținut de alcool de 15–25%. Momentul înființării companiei a coincis cu momentul prăbușirii industriei pescuitului din West Cork.
Prima băutură spirtoasă brună pe care au produs-o a fost Drombeg, care a fost fabricată începând din 2007 în garajul lui Dennis McCarthy din Union Hall. Băutura are un conținut de alcool de 22% și se obține prin fermentarea sfeclei de zahăr și a malțului, fortificarea amestecului și apoi infuzarea lui cu așchii de stejar printr-o metodă inventată de O’Connell. Spre deosebire de majoritatea băuturilor din această categorie, nu are un gust dulce, ci unul de whisky. Cei trei au solicitat opinia dr. Barry Walsh, fost master blender la Irish Distillers⁠(d), iar acesta a constatat că băutura avea un gust puțin prea puternic de stejar. Următoarele două băuturi au fost mai tari: Lough Hyne este fabricat prin același proces, dar fortificat cu până la 30% alcool și maturat în butoaie de stejar infuzate cu arome de bourbon și whisky irlandez⁠(d), iar Kennedy este o „fuziune celtică de whisky și malț”, fabricată din whisky tânăr și maturată în butoaie de stejar infuzate cu arome de bourbon și whisky irlandez și înmuiată în malț. Produsele companiei West Cork au fost comercializate prin rețeaua unor distribuitori importanți ca Barry & Fitzwilliam, Musgrave⁠(d) și BWG⁠(d) și erau exportate la începutul anilor 2010 în țări precum China, Rusia, Ucraina, SUA sau Franța.
Cei trei proprietari au mutat compania în anul 2013 din locația sa inițială în orășelul apropiat Skibbereen (situat la o distanță de 10 km vest), unde au închiriat o fabrică de îmbuteliere de 10.000 de metri pătrați de pe Market Street, care aparținuse anterior companiei multinaționale Heineken. West Cork Distillers a cheltuit în anii următori aproximativ 500.000 de euro pentru modernizarea fabricii, ceea ce a făcut ca situația financiară a companiei să înregistreze pierderi de aproximativ 628.000 de euro în 2014 și de aproximativ 244.000 de euro la sfârșitul anului 2015.
În anul 2016 distribuitorul mondial de alcool Halewood International a încheiat un acord cu firma Skibbereen Distilleries Holdings – care este deținută de O’Connell, Denis și Gerard McCarthy și deține, la rândul său, o parte din West Cork Distillers –, pentru preluarea unui pachet de 50% din încasările aduse de whisky-ul The Pogues și obținerea drepturilor de distribuție pe unele piețe majore ca Marea Britanie și China. Injecția de capital de 6 milioane de euro din partea companiei Halewood a avut ca efect creșterea producției și a veniturilor West Cork Distillers. Activele nete au crescut în acel an de la 1,2 milioane de euro la 2,9 milioane de euro, numărul angajaților implicați în activitățile de producție și vânzări a crescut de la 20 la 29, iar West Cork Distillers a înregistrat pentru prima oară un profit mai mare de 1 milion de euro, obținând un profit net de 1,6 milioane de euro la sfârșitul anului 2016.
West Cork Distillers a investit 2,5 milioane de euro la începutul anului 2007 pentru construirea unui spațiu nou pe locul unei foste fabrici de procesare a peștelui pe care o cumpărase anterior pentru suma de 1,5 milioane de euro. Activitățile distileriei au fost mutate în același an de pe Market Street în spațiul nou de pe Marsh Road. Cifra de afaceri a companiei a crescut în 2017 la aproape 20 de milioane de euro, fiind obținut un profit de 4 milioane de euro, în 2019 la 34,9 milioane de euro, cu un profit de 4,8 milioane de euro, și în 2022 la 54 milioane de euro. Numărul angajaților a crescut de la 53 de persoane în 2018 la 79 de persoane în 2019. La sfârșitul anului 2022 compania West Cork avea 150 de angajați și distila aproximativ 7,5 milioane de litri de alcool pur pe an, vânzându-și produsele în peste 70 de țări din întreaga lume.

## Echipamente
Distileria este echipată cu opt alambicuri cu două spirale de condensare pentru whisky, care produc anual aproape 4 milioane de litri de alcool, trei alambicuri pentru gin și cinci linii de îmbuteliere, care funcționează non-stop timp de șase zile pe săptămână, procesând 2.000 de sticle la fiecare oră. Producția este depozitată în șapte depozite, cu o capacitate maximă de 55.000 de butoaie.

## Produse
West Cork produce o gamă largă de băuturi alcoolice: gin, vodcă, whisky-uri din malț și whisky-uri din cereale (amestecuri de orz și grâu), care sunt îmbuteliate în sticle și comercializate sub propria etichetă. Produsele sale proprii sunt whisky-urile single malt, amestecurile Bourbon Cask (40%), West Cork 5 years (43%), West Cork 7 years (46%), Black Cask (40%), West Cork Irish Whisky „Cask Strength” (62%) și cinci produse West Cork Irish Whiskey Cask Finish (porto, rom, sherry, Calvados și Virgin Oak, 43%), care sunt distribuite sub marca West Cork, o vodcă (37,5%), un gin (37,5%) și un poitín comercializate sub marca Two Trees și ginul Garnish Island (46%), realizat din plante botanice provenite numai de pe insula Garnish⁠(d).
West Cork produce, de asemenea, whisky-uri care sunt distribuite sub alte mărci ca Drombeg, Kennedy sau Lough Hyne. Cea mai cunoscută marcă este whisky-ul irlandez The Pogues Irish whiskey, realizat în parteneriat cu trupa muzicală The Pogues. Acest produs este exportat în aproximativ 60 de țări.